# Université de Banja Luka
L'université de Banja Luka ((sr)Универзитет у Бањој Луци ou (bs) Univerzitet u Banjoj Luci) est une université située à Banja Luka, Bosnie-Herzégovine. Elle a été fondée en 1975 et elle est organisée en 12 facultés. En 2011, l'université compte environ 17 000 étudiants.

## Organisation
Il y a 12 facultés :
- Académie des arts
- Faculté d'architecture et génie civil
- Faculté d'économie[2]
- Faculté d'électrotechnique[3]
- Faculté de philosophie
- Faculté de génie mécanique
- Faculté de médecine
- Faculté d'agriculture
- Faculté de droit
- Faculté de science de la nature et mathématiques
- Faculté de technologie
- Faculté de sylviculture